# Buttiamo giù l'uomo
Buttiamo giù l'uomo (Blow the Man Down) è un film del 2019 diretto da Bridget Savage Cole e Danielle Krudy. 
Acquisito da Amazon Studios, è stato distribuito dal 20 marzo 2020.

## Trama
Nel villaggio di pescatori di Easter Cove, sulle coste rocciose del Maine, le sorelle Mary Beth e Priscilla Connolly, piangono la recente perdita della propria madre avvenuta dopo una lunga malattia. La sera stessa del funerale, Mary Beth incontra un uomo in un locale, con il quale beve fino a ubriacarsi. I due hanno un incidente in automobile e nel bagagliaio della macchina di lui, la ragazza trova tracce di sangue e di capelli. Turbata, cerca aiuto, e mentre quello che reputa essere un assassino cerca di farla stare zitta, la donna reagisce e lo uccide. Insieme con la sorella Priscilla riesce a sbarazzarsi del cadavere gettandolo in mare chiuso in una cassa, ma dimenticando sul luogo del delitto un coltello con le loro iniziali. Mary Beth torna a cercarlo, ma trova, invece, un sacchetto di carta contenente un'ingente somma di denaro. Nel frattempo le acque del mare restituiscono il cadavere di una donna assassinata. Le due sorelle vengono a sapere che il coltello è nelle mani di un'anziana donna, di nome Enid, che gestisce un giro di prostitute e che è odiata dalle donne del paese. Enid, che ha ricostruito quello che è successo, propone uno scambio: il coltello per il denaro che l'uomo le aveva sottratto con la complicità della donna assassinata.

## Produzione

### Riprese
Le riprese del film sono iniziate a febbraio 2018 nel Maine.

## Distribuzione
La pellicola è stata presentata in anteprima il 26 aprile 2019 al Tribeca Film Festival, per poi essere acquisita dagli Amazon Studios che ha distribuito il film sulla piattaforma Amazon Prime da marzo 2020. Il film è stato inoltre proiettato alla Toronto International Film Festival.